# Старосільці
Старосі́льці — село в Україні, центр Старосілецької сільської громади Житомирського району Житомирської області. Населення становить 770 осіб.

## Історія
У першій половині XVIII ст. старосілецькі землі отримав у власність Ян Топорчик-Якубовський, гербу Топор. У 1710 році він згаданий як мечник житомирський, через 7 років отримав чин помічника старости овруцького. Одружившись з Анною — єдиною спадкоємницею власників містечка Гостомеля, став його дідичем. У 1735 році вже мав придворний чин — підчашого житомирського, що був у давній Польщі досить високого рангу, бо зобов'язував подавати королю чашу з вином під час торжеств. Будучи на сеймі у житомирському замку 22 серпня 1740 року, Ян Якубовський вже згадується як власник Старосілець.
У 1745-ім він отримав документи на села Старосільці та Минійки, що знаходились за 20 верст від кордону Речі Посполитої та Російської Імперії. Наступного року Ян Якубовський — депутат на коронному трибуналі. Був досить авторитетним, бо у 1750 році обраний на сеймику для формування загону міліції, який мав боротися проти свавілля гайдамак. Через два роки, у 1752-ім, призначений хорунжим, тобто уже входив до складу генеральної старшини та головним чином інспектував військо. Окрім цього Ян був охоронцем коругви нещодавно створеного загону міліції. У 1757 році в тій же посаді переведений до Києва.
Ян Якубовський мав двох дітей — доньку Францишку та сина Йосифа, який успадкував від батька Старосільці, Минійки та Гостомель. З 1751 року Йозеф був підчашим житомирським. Більш поважний титул — стольника овруцького, отримав у 1759-ім. Йому випала чудова нагода бути послом воєводства Київського у 1764-ім. Через два роки у титулі стольника переведений до Києва. У 1770-ім обраний хорунжим київським, а наступного року — підкоморієм житомирським.
Окрім справ державного значення Йосиф Якубовський не забував про благоустрій своїх маєтків та сіл. Варто зазначити, що Якубовські заснували село Слобідку, поселивши там жителів із Старосілець та Минійок. Незважаючи на неспокійне політичне становище, сповнений набожності, власник села Йосиф Якубовський всіляко підтримував церкву та її служителів. Першим вагомим кроком у цій благородній справі було надання різних привілеїв та земель на власні потреби церковнослужителям. Це розпорядження написане 27 грудня 1769 року і розпочинається так: «На славу Божу, на вічну пам'ять майбутніх часів.
Я, Йосиф на Старосільцях, Гостомелі, Топорчик Якубовський, стольник київський. На послані мені благодіяння від творця і Бога для великого прославлення його, визначений для моєї Старосілецької Різдвяно-Богородицької церкви до цього часу без письмової візи. В цій маєтності священики церкви, пастирі і настоятелі достойно і по праву рукоположника прославляли ім'я боярина, прихожан своїх та моїх підданих направляли на шлях спасіння. А за моїх попередників, з яких деякі при цій церкві спочивають і за мене грішного щоденно жертвоприношенням, у молитвах своїх умилостивлювали велич Бога…» Далі йдеться про різні ділянки землі в Старосільцях, на яких власник дозволяв священикам косити сіно та пасти худобу, молоти в Старосілецьких млинах без черги на власні потреби та корм. Піддані старосілецькі та прихожани церкви, за прижитим звичаєм, повинні були давати священнослужителям щорічно певну кількість зерна або борошна.
Отож, священик мав чудові привілеї та можливості для ведення святої справи. Однак Йосиф Якубовський, вирішив ще більше покращити умови для священнослужителів та мирян — побудувати нову церкву, але вже кам'яну, бо з 1726 року в Старосільцях стояв дерев'яний храм Різдва Богородиці. Фундамент кам'яної церкви заклав у 1773 році за кілька сажнів на захід від дерев'яної. Однак, не закінчивши будівництва, 2 червня 1782 року помер. Почату справу довів до кінця його дворецький Амалицький — у 1789 році будівельні роботи були завершені. А дерев'яну церкву 1790-го перенесено в Слобідку Старосілецьку.
Під вівтарем нинішньої кам'яної Старосілецької церкви знаходилася гробниця, де покоїлися поряд тіла будівельників церкви: Йосифа Якубовського, його дворецького Амалицького та тодішнього священика Димитрія Мацькевича.
Завдяки старанням громади села на чолі з сільським головою Олегом Куцаківським, отця Георгія, нинішнього настоятеля Старосілецької Свято-Успенської церкви, цю прекрасну споруду збережено.

## Освіта
staro.at.ua — Сайт опорного закладу, Старосілецька гімназія

## Відомі люди
- Куценко Андрій Юрійович (1982—2014) — молодший сержант Збройних сил України, учасник російсько-української війни[2]